# Jon obojnaczy

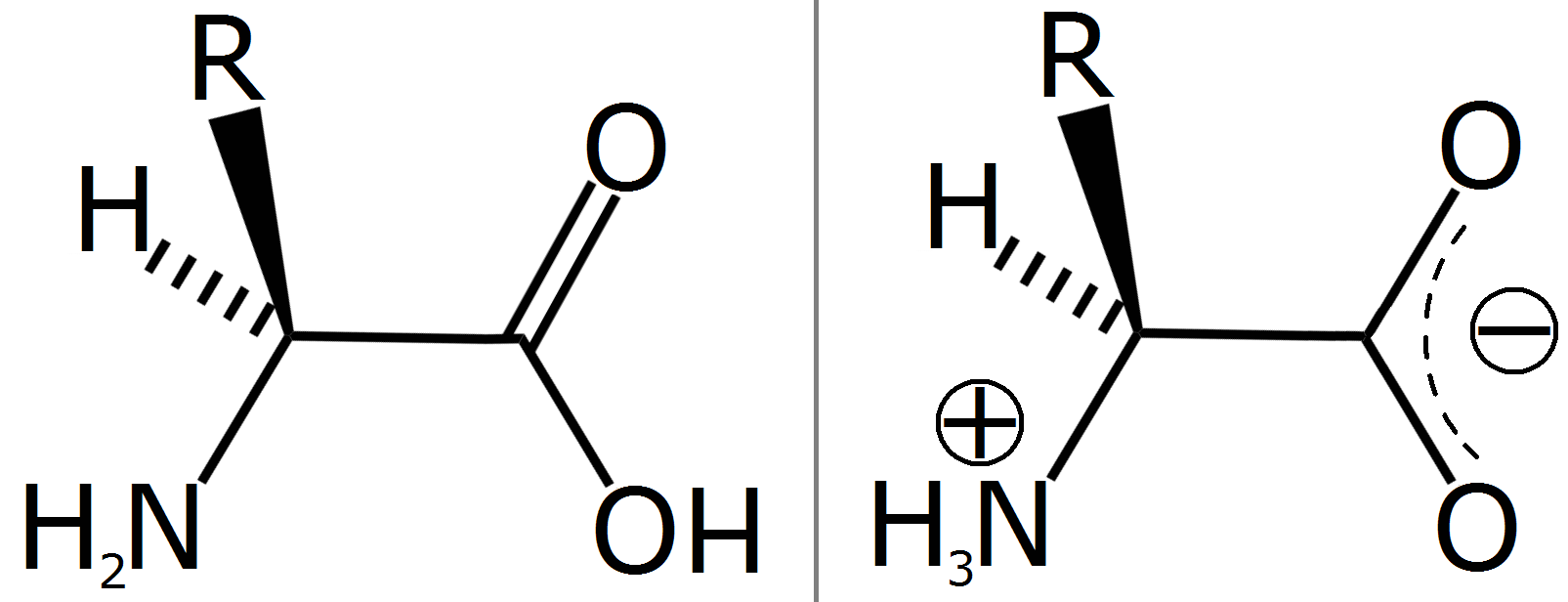
Wzór aminokwasu przedstawiony w postaci niezjonizowanej (1) oraz jako jon obojnaczy (2)

Równowaga między formą niezjonizowaną a dipolarną kwasu sulfaminowego

Jon obojnaczy, amfijon, zwitterjon, jon dwubiegunowy, związek dipolarny – cząsteczka zawierająca równą liczbę grup zjonizowanych o przeciwnych ładunkach, w związku z czym sama nie jest naładowana dodatnio ani ujemnie. 
Przykładami związków mogących przechodzić w stan jonów obojnaczych są aminokwasy, między innymi glicyna i alanina.